# مجيدة (اسم)
مجيدة هو اسم علم مؤنث من أصل عربي، ومعناه هو صفة مشبهة، طويلة القامة، من الفعل مدَّ ومد الشيء أي بسطه.

## شخصيات تحمل الاسم
- مجيدة بلقية (16 مارس 1976 – )
- مجيدة بنكيران (17 أكتوبر 1969 – )
- مجيدة بوليلة (سياسية تونسية، 12 نوفمبر 1931 – 4 سبتمبر 1952)
- مجيدة تانر (ممثلة تركية، 1922 – 6 فبراير 2013)
- مجيدة نجم (ممثلة مصرية، القرن 20 – )

## وصلات خارجية
- موسوعة السلطان قابوس لأسماء العرب